# Joe Kelly
Joe Kelly, irski dirkač Formule 1, * 13. marec 1913, Dublin, Irska, † 28. november 1993, Neston, Cheshire, Anglija, Združeno kraljestvo.
V Formuli 1 je debitiral na prav prvi dirki v zgodovini Formule 1, Veliki nagradi Velike Britanije v sezoni 1950, kjer je dirko sicer končal, a zaradi več kot trinajstih krogov zaostanka za zmagovalcem ni bil uvrščen. Drugič in zadnjič je v Formuli 1 nastopil na dirki za Veliki nagradi Velike Britanije v sezoni 1951, kjer je odstopil v petinsedemdesetem krogu. Umrl je leta 1993.

## Popolni rezultati Formule 1
(legenda) (odebeljene dirke pomenijo najboljši štartni položaj, poševne pa najhitrejši krog, †-uvrščen kljub odstopu)
| Leto | Moštvo    | Šasija  | Motor   | 1     | 2   | 3   | 4   | 5     | 6   | 7   | 8   | Prv | Toč |
| ---- | --------- | ------- | ------- | ----- | --- | --- | --- | ----- | --- | --- | --- | --- | --- |
| 1950 | Joe Kelly | Alta GP | Alta S4 | VB NC | MON | 500 | ŠVI | BEL   | FRA | ITA |     | -   | 0   |
| 1951 | Joe Kelly | Alta GP | Alta S4 | ŠVI   | 500 | BEL | FRA | VB NC | NEM | ITA | ŠPA | -   | 0   |